# Corymorpha glacialis
Corymorpha glacialis is een hydroïdpoliep uit de familie Corymorphidae. De poliep komt uit het geslacht Corymorpha. Corymorpha glacialis werd in 1859 voor het eerst wetenschappelijk beschreven door Sars. 